# Georges Lacore
 (octobre 2015).
Si vous disposez d'ouvrages ou d'articles de référence ou si vous connaissez des sites web de qualité traitant du thème abordé ici, merci de compléter l'article en donnant les références utiles à sa vérifiabilité et en les liant à la section « Notes et références ».
Georges Lacore (contemporain), peintre réaliste d’origine française, est né à Berkane au Maroc.

## Biographie
Autodidacte, il fait sa première exposition au Salon des Arts et des Lettres à Alger en 1962.
Il obtient le deuxième prix. Après avoir exposé en 1963 une série de portraits de berbères Chaouïa à la Galerie Tuffier aux Andelys, Georges Lacore abandonne la peinture pendant les quinze années suivantes et voyage dans le monde.
En 1991 Georges Lacore visite le sud marocain où il peint des portraits de femmes de la vallée du Draâ, d’hommes Bleus; de berbères  dans leurs costumes traditionnels dans les magnifiques paysages du Haut Atlas. 
En 1997 il tient une exposition de ses peintures marocaines à la Galerie du Marais Hérouet à Paris où une critique unanime l’acclame .
Plus tard, la même année, Georges Lacore expose au Maroc pour la première fois a la Tanjah Flandria Art Gallery; Tanger. En 1998 il participe à une exposition collective à la Cyber Gallery, Casablanca.
En 1999 il donne seul une exposition intitulée « Une année au Maroc » à la Galerie Terres Marines à Deauville France.
En 1999 John Lawrence et Philip Arnott, les directeurs de la Tanja Flanqria Art Gallery l’invitent à être présent en participant à l’exposition inaugurale de leur nouvelle galerie, The Lawrence-Arnott Gallery, Tanger. Il expose dans ce même lieu en 2001 et 2002.
Georges Lacore préfère les peintures à l’huile et sa technique est très proche de la photographie juxtaposant des couleurs brillantes sur des fonds moins ténus.  
Ses « Deux négociants »  et « La femme aux Colliers » deux illustrations du catalogue de 1999 de l’exposition Lawrence-Arnott Gallery, sont typiques de ses portraits marocains.
Son travail est présent dans des collections privées de New York à Saint Pétersbourg et de Paris à Marrakech.